# 黄花圆叶报春
黄花圆叶报春（学名：Primula elongata var. barnardoana）为报春花科报春花属下的一个变种。

## 扩展阅读
- 維基物種上的相關：黄花圆叶报春